# Irische Badmintonmeisterschaft 1973
Die Irische Badmintonmeisterschaft 1973 fand bereits am 8. und 9. Dezember 1972 in Dublin statt.

## Finalergebnisse
| Disziplin    | Sieger                           | Finalist                      | Ergebnis          |
| ------------ | -------------------------------- | ----------------------------- | ----------------- |
| Herreneinzel | Colin Bell                       | Peter Moore                   | 15-4, 15-6        |
| Dameneinzel  | Barbara Beckett                  | Heather Young                 | 9-12, 11-2, 11-1  |
| Herrendoppel | David Doherty Clifford McIlwaine | John McCloy Kenneth Carlisle  | 10-15, 15-4, 15-9 |
| Damendoppel  | Lena McAleese Sue Peard          | Mary Dinan Heather Young      | 15-10, 15-4       |
| Mixed        | Adrian Bell Barbara Beckett      | Clifford McIlwaine Mary Bryan | 15-6, 15-6        |